# Список пусковых участков Харьковского метрополитена

В этом списке приводятся все пусковые участки новых перегонов и/или новых станций Харьковского метрополитена. Указаны только построенные участки, без строящихся и проектируемых, которые приведены в отдельном списке. Названия станций приводятся по состоянию на день открытия станции.

## Хронологическая таблица
|    | Участок                               | Дата начала графикового движения поездов | Дата открытия для пассажиров | Станций | Длина (км) | Станций всего | Длина всего | Примечания |
| -- | ------------------------------------- | ---------------------------------------- | ---------------------------- | ------- | ---------- | ------------- | ----------- | --- |
| 01 | ТЧ-1 «Московское»                     | 30.07.1975                               | 30.07.1975                   | 0       | 0          | 0             | 0           | |
| 01 | Улица Свердлова — Московский проспект | 30.07.1975                               | 23.08.1975                   | 8       | 9,5        | 8             | 9,5         | Ранний ввод электродепо ТЧ-1 «Московское».                                                                                                 |
| 01 | Московский проспект — Пролетарская    | 11.08.1978                               | 11.08.1978                   | 5       | 6,9        | 13            | 16,4        | |
| 02 | ТЧ-2 «Салтовское»                     | 11.08.1984                               | 11.08.1984                   | 0       | 0          | 13            | 16,4        | |
| 02 | Исторический музей — Барабашова       | 11.08.1984                               | 11.08.1984                   | 5       | 6,6        | 18            | 23,0        | |
| 02 | Барабашова — Героев Труда             | 24.10.1986                               | 24.10.1986                   | 3       | 3,6        | 21            | 26,6        | |
| 03 | Метростроителей — Научная             | 06.05.1995                               | 06.05.1995                   | 5       | 6,1        | 26            | 32,7        | |
| 03 | Научная — 23 Августа                  | 21.08.2004                               | 21.08.2004                   | 2       | 2,6        | 28            | 35,3        | |
| 03 | 23 Августа — Алексеевская             | 21.12.2010                               | 21.12.2010                   | 1       | 2,1        | 29            | 37,4        | Без «Победы». |
| 03 | Алексеевская — Победа                 | 19.08.2016                               | 25.08.2016                   | 1       | 1,1        | 30            | 38,5        | 19 августа 2016 года, станцию открыл лично президент Украины Пётр Порошенко; 25 августа 2016 года в 15:00, станцию открыли для пассажиров. |